# 1960年スコーバレーオリンピックのイタリア選手団
1960年スコーバレーオリンピックのイタリア選手団（1960ねんスコーバレーオリンピックのイタリアせんしゅだん）は、1960年2月18日から2月28日までアメリカ合衆国のスコーバレーで開催された1960年スコーバレーオリンピックのイタリア選手団、およびその競技結果。

## 概要
今大会は銅メダル1個を獲得した。
アルペンスキー女子大回転で、ジュリアーナ・ミヌッツォが1952年オスロオリンピック女子滑降以来2大会ぶりのメダルとなる銅メダルを獲得した。

## メダル
| メダル | 選手名                   | 競技           | 種目       |
| ------ | ------------------------ | -------------- | ---------- |
| 銅     | ジュリアーナ・ミヌッツォ | アルペンスキー | 女子大回転 |